# Ulica Wojska Polskiego w Ełku
Ulica Wojska Polskiego w Ełku – jedna z głównych ulic Ełku, część głównej arterii miasta, której przedłużeniem jest ulica Kilińskiego. Jest jedną z najstarszych i obok ulicy Armii Krajowej jedną z dwóch najbardziej reprezentacyjnych ulic miasta. Piąta najdłuższa ulica miasta po ulicach Przemysłowej, Suwalskiej, Sikorskiego i Kilińskiego. Skupia wiele punktów usługowo-handlowych, mieszczących się wzdłuż całej długości ulicy. Przed oddaniem do użytku obwodnicy Ełku droga była częścią drogi krajowej nr 65.

## Historyczne nazwy
- XIX wiek - do ok. 1915 – Hauptstraße (pol. ul. Główna)
- ok. 1915–1939 – Kaiser Wilhelm Straße (pol. ul. Cesarza Wilhelma)
- 1939-1945 – Straße der SA (pol. ul. SA)
- po 1945 – ul. Wojska Polskiego

## Zabytki
Do rejestru zabytków są wpisane trzy obiekty mieszczące się przy ulicy:
- Kościół Najświętszego Serca Jezusowego (poewangelicki; XIX w.) przy skrzyżowaniu z ulicą Armii Krajowej
- kamienica, ul. Wojska Polskiego 15
- kamienica, ul. Wojska Polskiego 57

Ponadto przy ulicy na odcinku między skrzyżowaniami z ulicami Armii Krajowej i Kościuszki znajduje się szereg kamienic niewpisanych do rejestru zabytków.

## Obiekty
- Ełckie Centrum Kultury i amfiteatr
- Centrum Handlowe Galeria Centrum
- oddział PZU
- Urząd Skarbowy

## Galeria

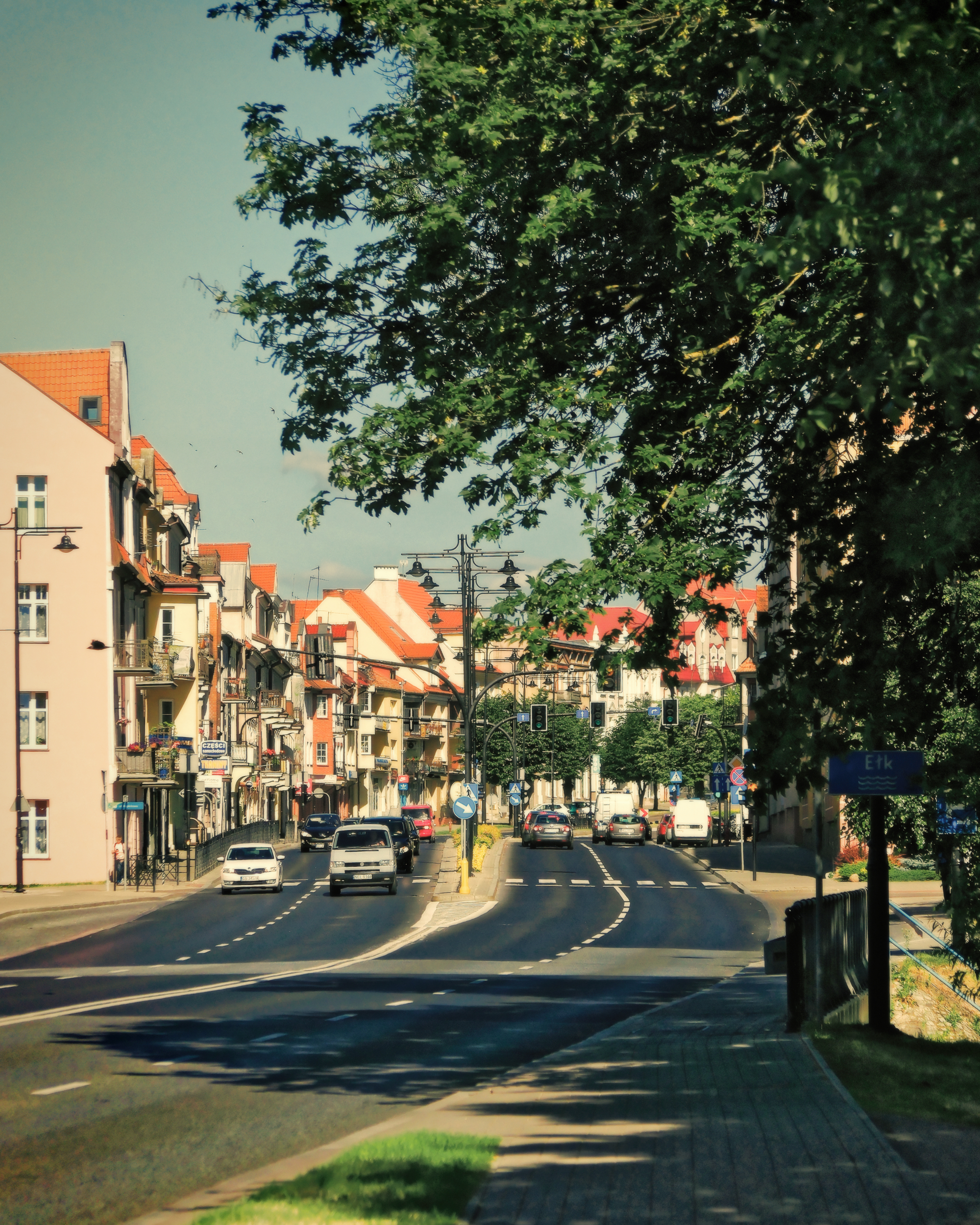
Ulica od strony rzeki Ełk
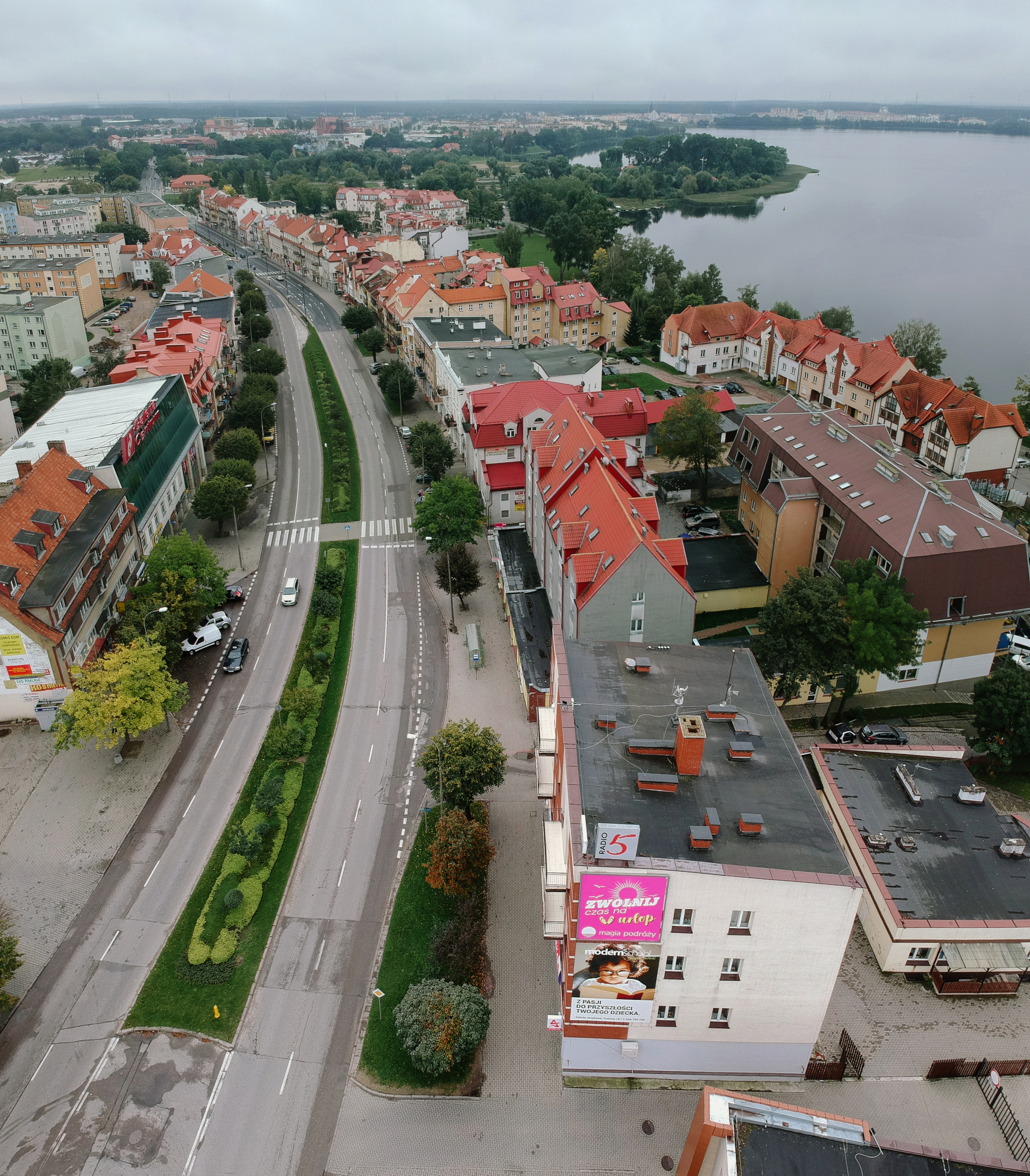
Południowy odcinek ulicy
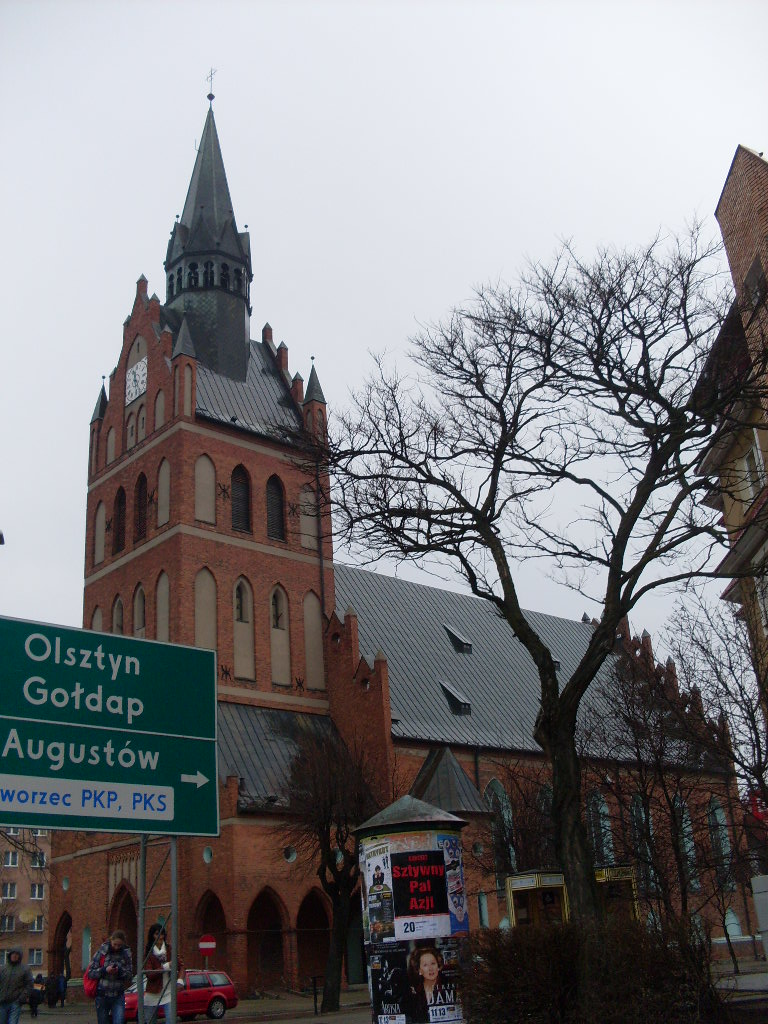
Kościół Serca Jezusowego widziany z ulicy
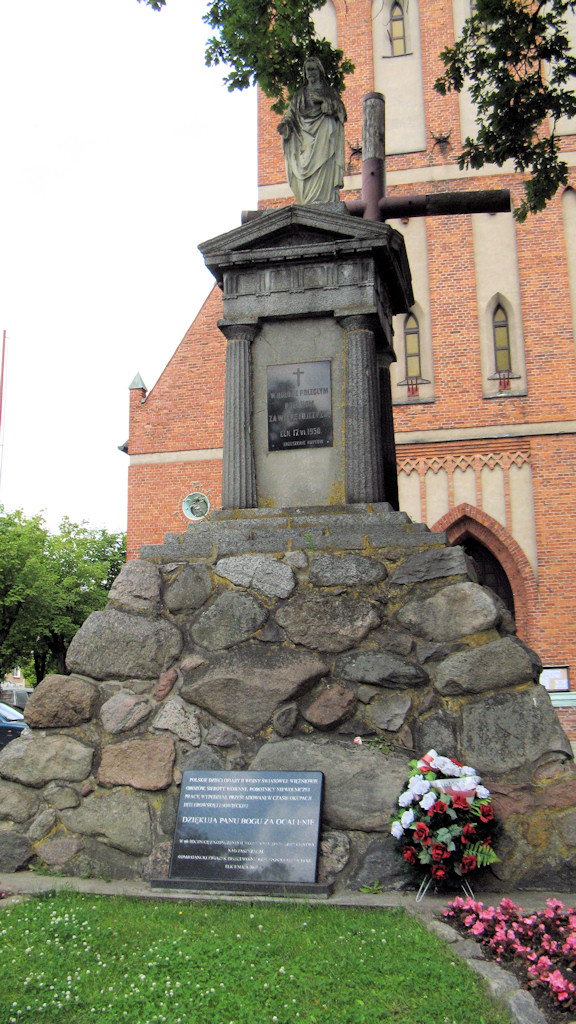
Pomnik przed kościołem
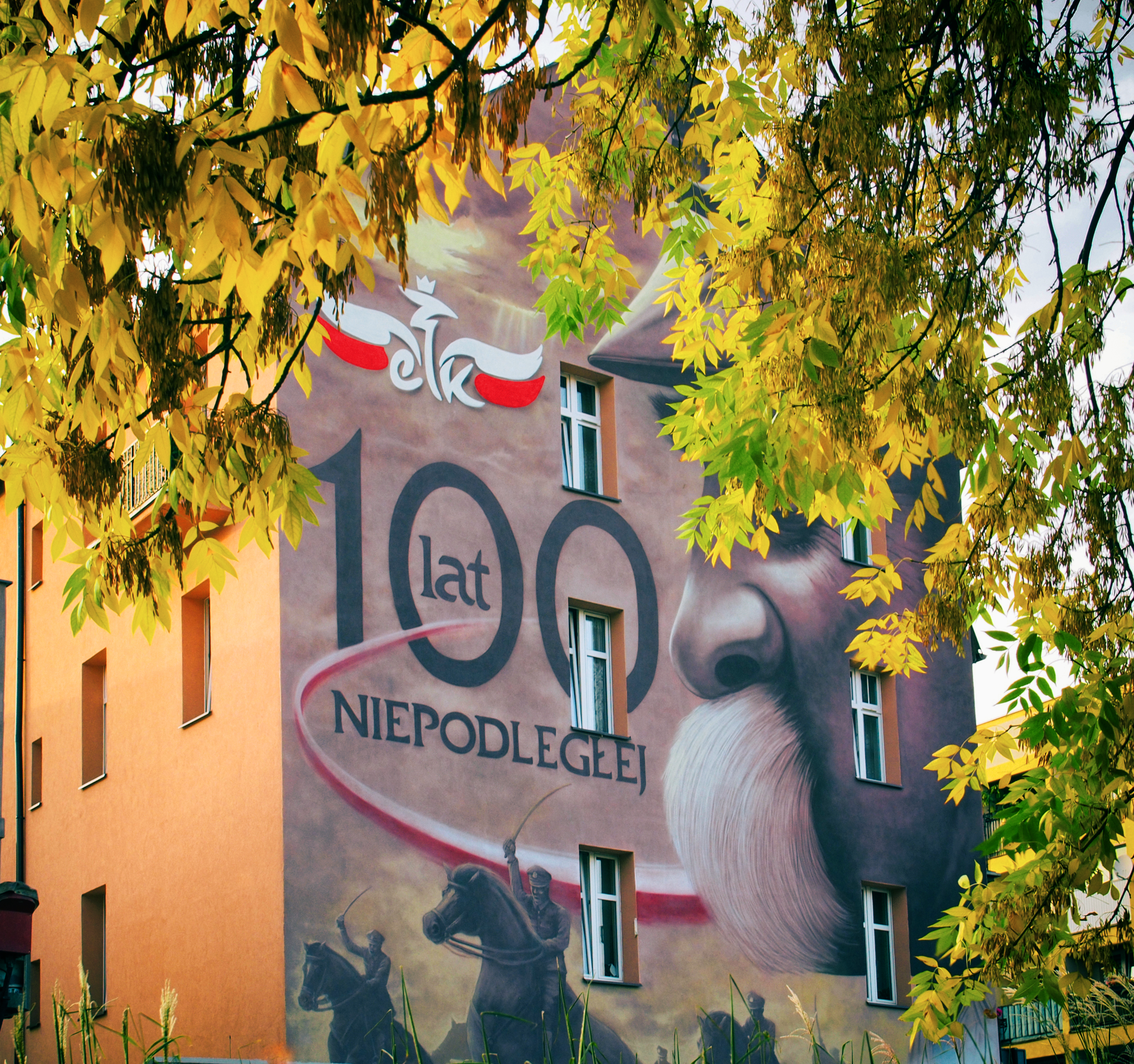
Mural upamiętniający stulecie odzyskania niepodległości na jednej z kamienic
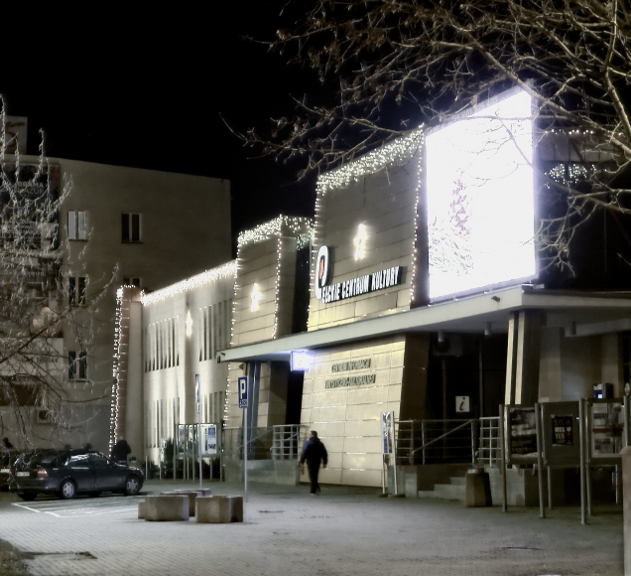
Ełckie Centrum Kultury